# Schneller als die Polizei erlaubt
Schneller als die Polizei erlaubt ist eine deutsche Doku-Soap, die seit dem 11. Oktober 2008 auf VOX ausgestrahlt wird. Die Produktion lief bis 2016.

## Konzept
Die Sendung zeigt Verkehrspolizisten im Einsatz auf deutschen Straßen, wie sie z. B. mit einem Police-Pilot-System die Geschwindigkeitsbegrenzungen kontrollieren. Sie zeichnen die Fehler der Fahrer auf und machen sie über die daraus resultierenden Gefahren aufmerksam.
Zwischen den filmischen Dokumentationen der Polizeikontrollen klären Fahrsicherheitstrainer, Hauptkommissare und Experten für Verkehrsphysik über die möglichen Gefahren des Straßenverkehrs auf.

## Produktion und Ausstrahlung
Die Sendung wurde das erste Mal am 11. Oktober 2008 auf VOX ausgestrahlt. Produziert wurde die Sendung von 2008 bis 2016. Dabei sind 274 Folgen entstanden.